# Gewa Binjamin
Gewa Binjamin (hebr. גבע בנימין) – osiedle żydowskie położone w Samorządzie Regionu Matte Binjamin, w Dystrykcie Judei i Samarii, w Izraelu.

## Położenie
Leży w południowej części Samarii, na północny wschód od Jerozolimy, w pobliżu miasta Ramallah w otoczeniu terytoriów Autonomii Palestyńskiej.

## Historia
Osada została założona w 1984 przez grupę żydowskich osadników.